# 608 Adolfine
608 Adolfine este un asteroid din centura principală, descoperit pe 18 septembrie 1906, de August Kopff.